# Ловашберень

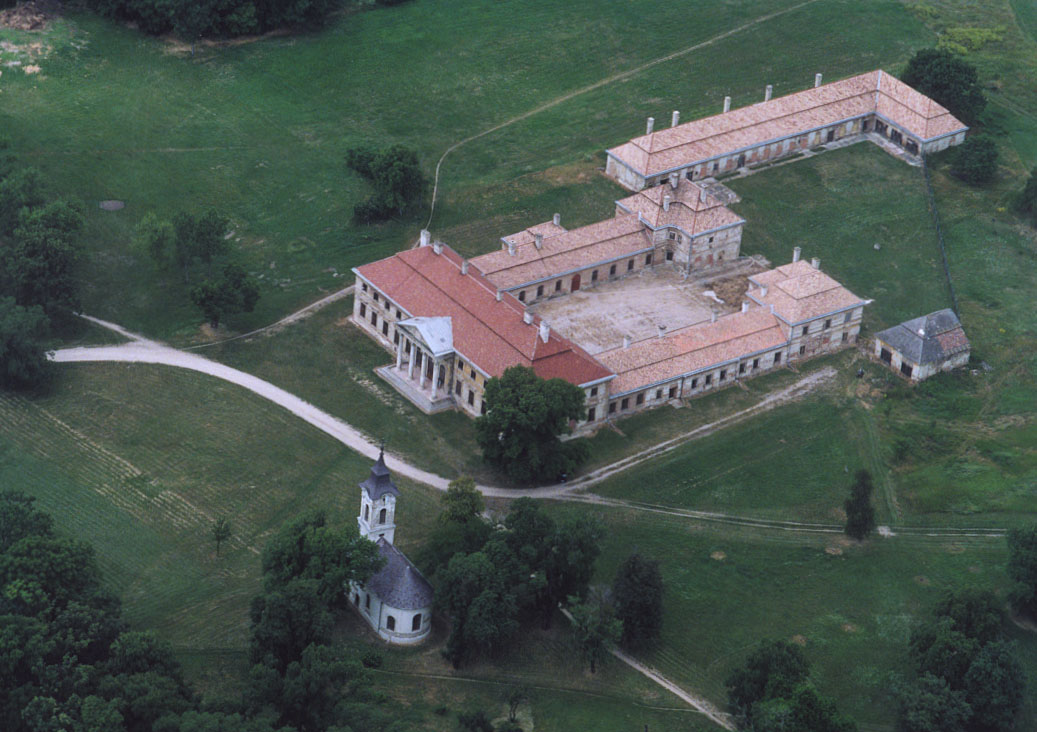
Замок в Ловашберень, вид с воздуха

Ловашберень (венг. Lovasberény) — деревня в центральной части Венгрии, в медье Фейер.

## История
Деревня расположена примерно посередине между Будапештом и крупнейшим пресноводным европейским озером Балатон, поблизости от города Секешфехервар (административный центр медье Фейер). Первые находки людских поселений в этих местах датируются вторым веком до нашей эры. В окрестностях деревни найдены остатки кельтских и римских поселений и кладбищ. Впервые деревня упоминается в 1302 году под названием Lowazberen.
В первые десятилетия после турецкого завоевания деревня опустела, но впоследствии была снова заселена. В деревне стали селиться реформисты. К концу XVII-го века число протестантских семей превысило шестьдесят, общее население деревни составило более трёхсот. Жители стали обрабатывать землю, построили римско-католическую церковь. Поселение стало активно развиваться после 1730 года, когда его владельцем стал граф Йозеф Чираки (венг. József Cziráky). В 1765 году деревня получила право четырежды в год устраивать ярмарки.
В XVIII-м веке в деревню стали прибывать евреи из Моравии и католики из центральной Германии. К середине XIX-го века число евреев достигло 1200 человек. После того, как евреи получили разрешение селиться в городах, еврейское население деревни быстро сократилось. XVIII-й век ознаменовался не только экономическим ростом: в это время обострился конфликт между протестантским и католическим населением. В 1786 году была построена каменная протестантская церковь. В деревне располагались католическая, протестантская и еврейская школы. Согласно записям, концу XVIII-го века Ловашберень насчитывала 327 домов и 490 семей, население превысило 2500 человек. Семья Чираки построила замок, а также инвестировала в поселение значительные средства. Жители деревни занимались фермерством (преимущественно овцеводством), гончарным делом и изготовлением кирпича.
Граф Антал Мозес Чираки (венг. Cziráky Antal Mózes) расширил замок (работы закончены в 1809 году), в 1834 году была построена большая, по сельским меркам, римско-католическая церковь. Революция 1848—1849 годов привела к освобождению крестьян — жителей деревни. Началась социальная самоорганизация общества, появились культурные объединения, кружки чтения, ассоциация пожарных, детский сад.
Экономический уровень повышался до начала Первой мировой войны, которая привела к социальному переустройству общества. В 1930 году была организована библиотека, вырыт артезианский колодец. Вторая мировая война повлекла за собой ряд суровых испытаний для деревни и её жителей. С декабря 1944 года деревня стала ареной затяжных тяжелых боев, которые закончились только к 20 марта 1945 года. Во время войны погибли 97 жителей деревни, 51 человек из еврейского населения стали жертвой Холокоста. 72 дома были повреждены, 38 стали непригодны для проживания.
После завершения войны началась национализация, во владение государства перешёл замок, школы и детские сады протестантского и католического приходов, сами приходы были упразднены. В 1950 году было ликвидировано деревенское самоуправление. Ответом на это стали протесты, присоединившиеся к общему недовольству во всей стране. Результатом этого недовольства стало восстание 1956 года. В годы после восстания были образованы кооперативы. Население стало уменьшаться. В XXI веке уменьшение населения сменилось медленным ростом.

## Замок Чираки
История замка деревни Ловашберень связана с единственной семьей, что не вполне обычно для подобных сооружений. Сооружением и обустройством замка были заняты семь поколений семьи Чираки. Строительство начал Дьёрдь Чираки (венг. György Cziráky) (1732—1775) в 1760-х годах. Поначалу было построено жилое крыло из нескольких комнат, открывавшееся на веранду. Хотя полное число комнат достоверно неизвестно, их сохранившиеся остатки свидетельствуют высоком уровне строительства. В комнатах можно проследить остатки роскошной живописи. Согласно записям, было создано крыло с сельскохозяйственными постройками и перпендикулярное крыло, однако их остатки не найдены. Позади западного крыла с сельскохозяйственными постройками располагался фермерский двор. Была расширена построенная ранее часовня. Между 1775 и 1792 годом был построен курдонёр в стиле барокко.
Даты, обнаруженные на кирпичах крыла XIX-го века постройки, подтверждают, что ансамбль сооружений стал приобретать современный вид в результате работ, начатых в 1804 году. Перестройка проводилась по плану Якаба Ридера (Jakab Rieder) из Секешфехервара. Наиболее существенным изменением стало сооружение портика и превращение одноэтажного крыла в многоэтажное. В это же время были сооружены стилизованные ионические капители колонн портика, украшения в форме орнамента на тимпане и фриз под тимпаном. Три большие двери с полукруглыми навершиями вели в банкетный зал, занимавший два этажа. К банкетному залу прилегал приёмный зал с комнатами по обе стороны.
К северу от курдонёра для гостей был сооружён так называемый «малый замок», к ферме были пристроены новые помещения со стойлами, а старый французский сад был превращен в обширный английский. В банкетном зале сохранились росписи, сделанные, очевидно, местным мастером и впоследствии значительно переделанные.
На рубеже XIX-го и XX-го веков были проведены новые работы, план которых принадлежал Миклошу Иблю (венг. Miklós Ybl). В первую очередь они затронули внутреннее убранство. Была усовершенствована система отвода дождевой воды. В последующие десятилетия владельцами были проведены дальнейшие работы по переустройству интерьера.

### Парк при замке
Некогда красивый английский парк, окружающий замок, сильно пострадал после Второй мировой войны в результате недооценки его значимости. Его история начинается в XVII веке, когда, по моде того времени, был разбит огромный ландшафтный парк. В парке произрастали экзотические растения, в том числе вечнозелёные и пальмовидные. В парке находился пруд, получавший воду из естественного источника в западной части парка. Были сооружены романтические каменные мостики, поставлены статуи, беседки. Грунт, извлечённый при создании пруда, был использован для создания небольших холмов.
К сегодняшнему дню большинство экзотических растений в парке засохли и были выкопаны. Пруд и его берега заросли, на его дне до сих пор могут находиться мины времен Второй мировой войны. Сохранилось лишь несколько старых деревьев: клёнов, дубов, каштанов.

## Население
- Конец XVII века — более 300 человек.
- Конец XVIII века — более 2500.
- 1949 — 3102 человека.
- 1960 — 3129 человек.
- 1970—2973 человека.
- 1980—2639 человек.
- 1990—2594 человека.
- 2010—2687 человек.
- 2012—2751 человек[2].

## Еврейская община Ловашберень
История евреев в Ловашберень началась в XVIII веке, когда сюда прибыло несколько семей из Моравии. Семья Чираки предоставила склон холма под кладбище, в 1790 году была построена синагога. К XIX веку еврейское население превысило 1000 человек, составив около трети населения деревни. В середине XIX-го века число евреев быстро сократилось после того, как им было предоставлено право селиться в городах. Перед Второй мировой войной в Ловашберень жило около 20 еврейских семей. После Холокоста еврейское население Ловашберень перестало существовать. Синагога была снесена в конце 40-х годов. По состоянию на начало 2000 годов евреи в деревне не проживали.
На еврейском кладбище можно найти около 400 надгробий из известняка. С 1982 года оно находится под охраной, но восстановительные работы не проводились. В 2000 году католическая община немецкого города Зенде организовала ряд благотворительных концертов, чтобы собрать деньги на восстановительные работы. При восстановлении помощь оказала еврейская община Венгрии и местный кооператив. Сегодня кладбище очищено от сорняков, стена приведена в порядок, надгробные камни подняты.
Австрийский писатель-сатирик и журналист Мориц Готлиб Сафир, а также венгерский скульптор Йожеф Рона происходят из местной еврейской общины.

## Достопримечательности
В деревне расположен замкок семьи Чираки, парк вокруг замка, еврейское кладбище, советское воинское захоронение.

## Известные люди, родившиеся в Ловашберень
- Сафир, Мориц Готлиб — писатель-сатирик, журналист[5][8].
- Рона, Йожеф — скульптор[6][8].